# John Abernethy (cirurgião)
 John Abernethy  (Londres, 3 de abril de 1764 — 20 de abril de 1831) foi um cirurgião inglês e chefe no Hospital de São Bartolomeu, em Londres. Foi também tido como um grande Sábio e professor do seu tempo. 
Cirurgião muito hábil e homem de muito espírito, foi o primeiro que praticou a operação da ligadura da artéria ilíaca externa em certos casos de aneurisma. 
Publicou Tratados de anatomia, de cirurgia e de patologia em 1828, e Tratado teórico e pratico de cirurgia em 1830.
Foi eleito membro da Royal Society em 1796.